# Glenea colenda
Glenea colenda é uma espécie de escaravelho da família Cerambycidae. Foi descrita por James Thomson em 1879. É conhecida a sua existência nas Filipinas.